# Eretmocerus delhiensis
Eretmocerus delhiensis är en stekelart som beskrevs av Mani 1941. Eretmocerus delhiensis ingår i släktet Eretmocerus och familjen växtlussteklar. Inga underarter finns listade i Catalogue of Life.